# 江全泰號
江全泰號位於重慶市渝中區白象街142號，曾為美商大來公司，文物遺址年代為1850年，2009年12月15日列為第二批重慶市文物保護單位。
有些文章誤作汪全泰號，據民國16年《重慶商埠督辦公署月刊》該號與武勝會水龍會折退房屋糾紛文，當作江全泰號。其房屋殘存門額也作江全泰號。